# Carinodrillia braziliensis
Carinodrillia braziliensis é uma espécie de gastrópode do gênero Carinodrillia, pertencente a família Pseudomelatomidae.